# 2000 год в авиации
Список событий в авиации в 2000 году.

## События

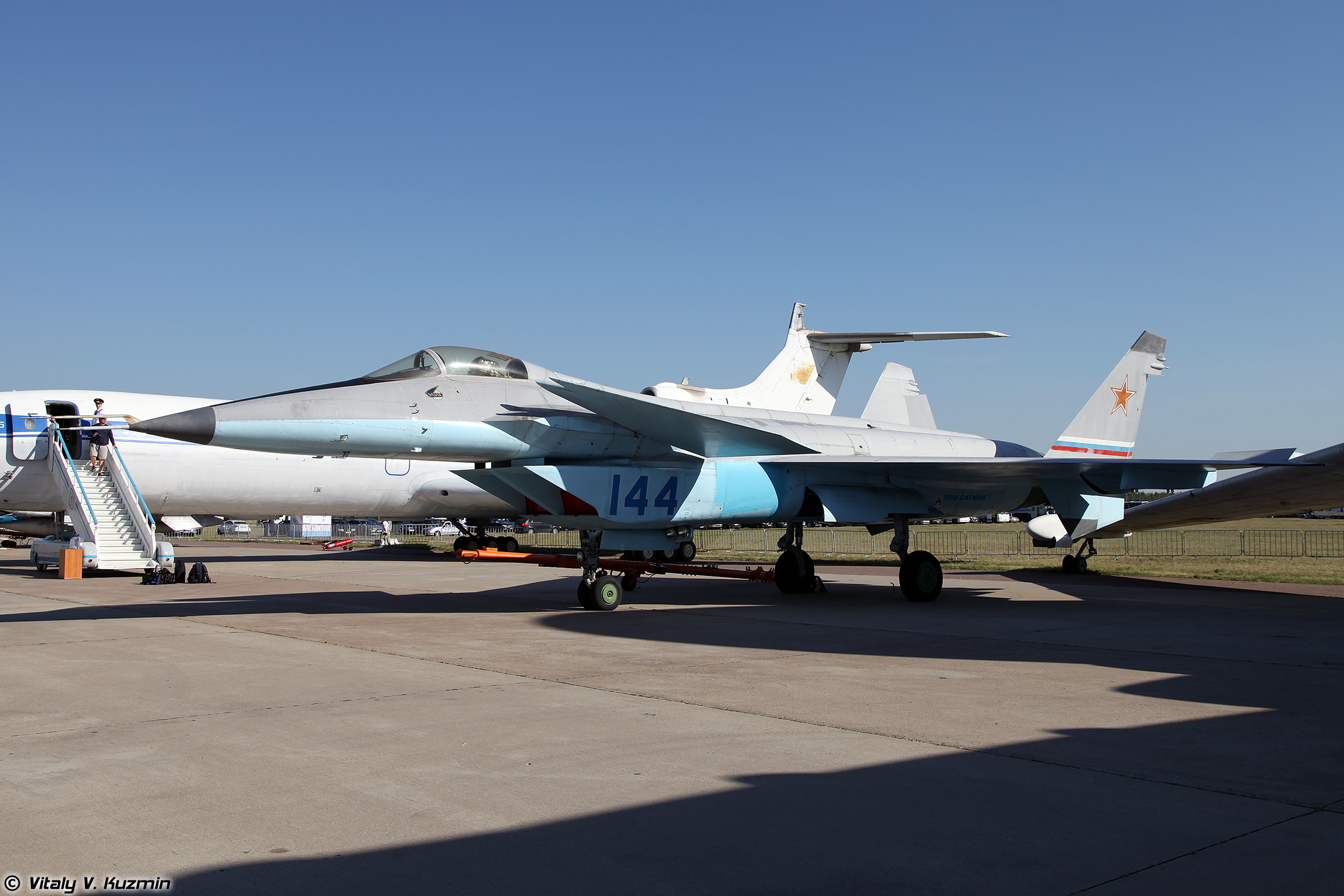
МиГ 1.44

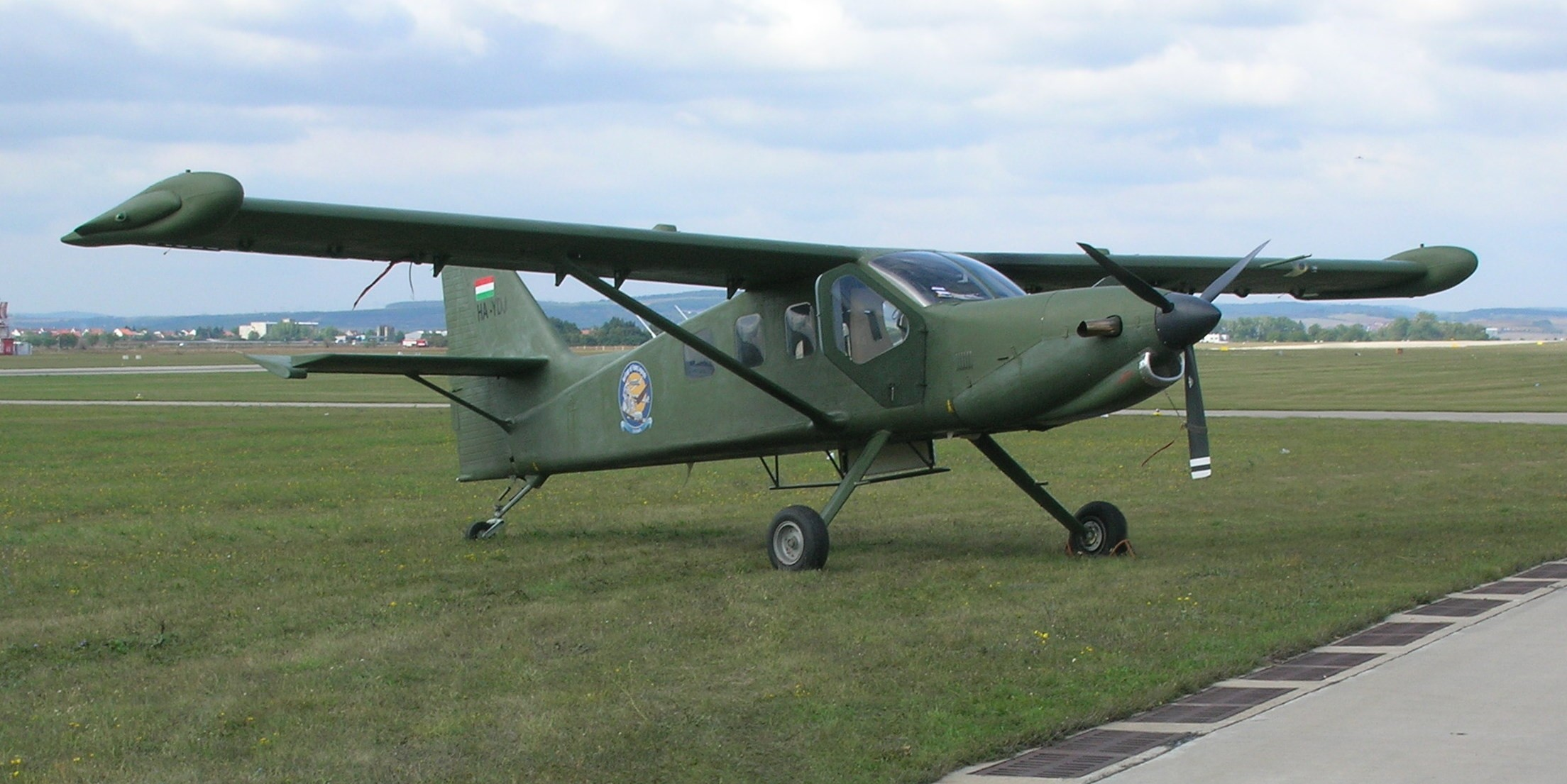
SMG-92 Turbo Finist

- 29 февраля — первый полёт опытно-экспериментального российского прототипа истребителя пятого поколения МиГ 1.44.[1]
- 6 ноября — первый полёт SMG-92 Turbo Finist, словатской модификации российского многоцелевого легкомоторного самолёта СМ-92 Финист.

### Авиационные происшествия
- 25 июля — Катастрофа «Конкорда», погибло 113 человек
- 25 октября — Катастрофа Ил-18 под Батуми, погибли 84 человека.

## Персоны

### Скончались
- 3 сентября — Мельников, Василий Емельянович, советский военный лётчик, участник Великой Отечественной войны, Герой Советского Союза.